# Tagus
Sông Tagus (tiếng Tây Ban Nha: Tajo; tiếng Bồ Đào Nha: Tejo; tiếng La Tinh: Tagus) là con sông dài nhất ở bán đảo Iberia. Tổng chiều dài là 1.038 km, trong đó 716 km thuộc Tây Ban Nha, 47 km biên giới giữa Tây Ban Nha và Bồ Đào Nha, và 275 km còn lại nằm ở Bồ Đào Nha, nơi nó đổ ra Đại Tây Dương tại Lisbon. Con sông dẫn nước cho một khu vực có diện tích 80.100 km² (lớn thứ 2 ở bán đảo Iberia sau Sông Douro). Tagus được sử dụng cho việc xây đập và cung cấp nước cho phần lớn miền trung Tây Ban Nha bao gồm Madrid và Bồ Đào Nha, rất nhiều nhà máy thủy điện tạo ra điện năng từ con sông này. Các thành phố lớn mà con sông chảy qua bao gồm Aranjuez, Toledo, Talavera de la Reina và Alcántara ở Tây Ban Nha và Abrantes, Santarém, Almada và Lisboa ở Bồ Đào Nha.